# Kościół św. Mikołaja w Niwiskach
Kościół Świętego Mikołaja – rzymskokatolicki kościół parafialny należący do parafii pod tym samym wezwaniem (dekanat Kolbuszowa Zachód diecezji rzeszowskiej).

## Historia
Nowa murowana świątynia została ukończona w 1880 roku, dzięki staraniom księdza Józefa Grabowskiego. Budowla została konsekrowana przez biskupa tarnowskiego, Ignacego Łobosa, w 1886 roku. Dzięki staraniom księży: Franciszka Fijasia, Franciszka Sikory i Kuźniarowicza zostały zamontowane ołtarze w świątyni w stylu późnobarokowym. Ołtarz główny jest ozdobiony obrazem patrona parafii św. Mikołaja, a nad nim jest umieszczony obraz św. Jana Kantego pochylającego się nad chorym, obok znajdują się dwie figurki Świętych Apostołów Piotra i Pawła. Ołtarze boczne są dwa: jeden z nich dedykowany jest Matce Bożej Różańcowej i jest ozdobiony obrazami św. Stanisława Kostki Patrona młodzieży i Matki Bożej Nieustającej Pomocy, drugi z nich dedykowany jest Najświętszemu Sercu Jezusa i jest ozdobiony obrazami św. Franciszka patrona ekologów i św. Józefa patrona rodzin. W kaplicy bocznej znajduje się ołtarz Matki Bożej Wniebowziętej i Pana Jezusa Ubiczowanego. Na ścianie jest powieszony obraz Pana Jezusa Ukrzyżowanego. Organy zostały ufundowane przez właściciela wsi Jana Hupkę w 1910 roku i wykonane zostały przez Rugera na Śląsku. Z II wojny światowej ocalał tylko jeden dzwon, pozostałe hitlerowcy odnaleźli i wywieźli, jest to dzwon średni z krzyżem odlany w 1923 roku na Śląsku. W 1959 roku dzięki staraniom księdza Bronisława Musiała u Felczyńskich w Przemyślu zostały odlane dwa dzwony: większy o nazwie Matka Boża i mniejszy o nazwie św. Michał.